# Coupe caribéenne des nations 1983
Navigation
Édition précédente Édition suivante
Le Championnat CFU 1983 est la quatrième édition de la Coupe caribéenne des nations organisé par la CFU et la CONCACAF. La phase finale est disputée à la Guyane. 

## Tours préliminaires
La Guyane (pays organisateur) et Trinité-et-Tobago (tenant du titre) sont qualifiés automatiquement pour la phase finale. 

### Groupe 1
| 1er tour aller 5 mars 1983 | Barbade | 1-0 | Suriname | Barbade |  |
|                            |         |     |          |         |  |

| 1er tour retour 8 mars 1983 | Barbade | 0-0 | Suriname | Barbade |  |
|                             |         |     |          |         |  |

| 2e tour aller 24 avril 1983 | Barbade | 1-1 | Guyana |  |  |
|                             |         |     |        |  |  |

| 2e tour retour 8 mai 1983 | Guyana | 2-0 | Barbade |  |  |
|                           |        |     |         |  |  |

Le Guyana se qualifie pour les séries qualificatives.

### Groupe 2
| 1er tour 20 février 1983 | Saint-Vincent-et-les-Grenadines | 1-3 | Martinique | Kingstown |  |
|                          |                                 |     |            |           |  |

2e tour
 Martinique bat  Antilles néerlandaises
La Martinique se qualifie pour les séries qualificatives.

### Groupe 3
| 1er tour aller 20 février 1983 | Guadeloupe | ? | Dominique | Guadeloupe |  |
|                                |            |   |           |            |  |

| 1er tour retour 6 mars 1983 | Dominique | 1-2 | Guadeloupe | Dominique |  |
|                             |           |     |            |           |  |

| 2e tour aller 1983 | Guadeloupe | ? | Antigua-et-Barbuda |  |  |
|                    |            |   |                    |  |  |

| 2e tour retour 8 mai 1983 | Antigua-et-Barbuda | ? | Guadeloupe |  |  |
|                           |                    |   |            |  |  |

Antigua-et-Barbuda se qualifie pour les séries qualificatives.

### Groupe 4
1er tour
 Jamaïque bat par forfait  Porto Rico
2e tour
 Saint-Christophe-et-Niévès bat par forfait  Jamaïque
Saint-Christophe-et-Niévès se qualifie pour les séries qualificatives.

### Séries qualificatives
| Série Gr.1 Gr.3 aller 29 mai 1983 | Guyana | égalité | Antigua-et-Barbuda |  |  |
|                                   |        |         |                    |  |  |

| Série Gr.1 Gr.3 retour 5 juin 1983 | Antigua-et-Barbuda | 4-0 | Guyana | Dominique |  |
|                                    |                    |     |        |           |  |

| Série Gr.2 Gr.4 aller 25 mai 1983 | Martinique | 7-0 | Saint-Christophe-et-Niévès |  |  |
|                                   |            |     |                            |  |  |

| Série Gr.2 Gr.4 retour 5 juin 1983 | Saint-Christophe-et-Niévès | 0-5 | Martinique |  |  |
|                                    |                            |     |            |  |  |

Antigua-et-Barbuda et la Martinique se qualifient pour la phase finale.

## Phase finale
Disputée du 23 au 27 juillet 1983 à Cayenne en Guyane.
|   | Équipe             | Pts | J | G | N | P | BP | BC | Diff |
| - | ------------------ | --- | - | - | - | - | -- | -- | ---- |
| 1 | Martinique         | 5   | 3 | 2 | 1 | 0 | 5  | 1  | +4   |
| 2 | Trinité-et-Tobago  | 4   | 3 | 2 | 0 | 1 | 4  | 4  | 0    |
| 3 | Guyane             | 3   | 3 | 1 | 1 | 1 | 1  | 1  | 0    |
| 4 | Antigua-et-Barbuda | 0   | 3 | 0 | 0 | 3 | 1  | 5  | -4   |

| 23 juillet 1983 | Martinique | 3-1 | Trinité-et-Tobago | Stade de Baduel, Cayenne |  |
|                 |            |     |                   |                          |  |

| 23 juillet 1983 | Guyane | 0-0 | Martinique | Stade de Baduel, Cayenne |  |
|                 |        |     |            |                          |  |

| 25 juillet 1983 | Martinique | 2-0 | Antigua-et-Barbuda | Stade de Baduel, Cayenne |  |
|                 |            |     |                    |                          |  |

| 25 juillet 1983 | Guyane | 0-1 | Trinité-et-Tobago | Stade de Baduel, Cayenne |  |
|                 |        |     |                   |                          |  |

| 27 juillet 1983 | Trinité-et-Tobago | 2-1 | Antigua-et-Barbuda | Stade de Baduel, Cayenne |  |
|                 |                   |     |                    |                          |  |

| 27 juillet 1983 | Guyane | 1-0 | Antigua-et-Barbuda | Stade de Baduel, Cayenne |  |
|                 |        |     |                    |                          |  |

| 1983 CFU Championship Martinique |